# Ach, lieben Christen, seid getrost

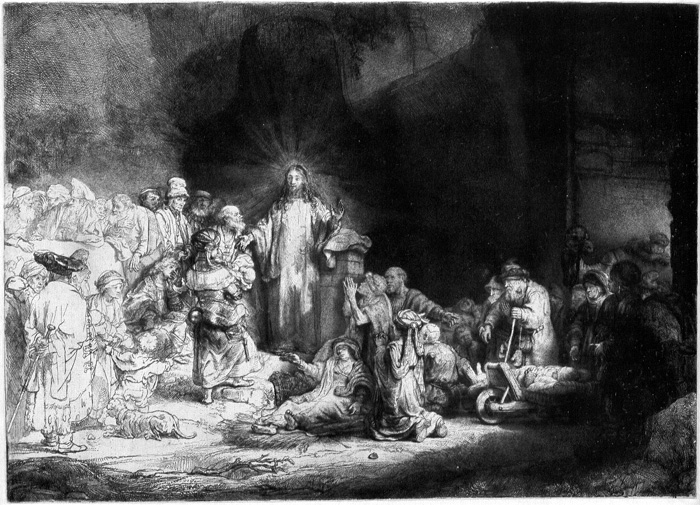
Jesus soigne le malade, par Rembrandt, 1649

Ach, lieben Christen, seid getrost (Ah, chers chrétiens, soyez consolés ) (BWV 114), est une cantate religieuse de Johann Sebastian Bach composée à Leipzig en 1724. Elle est jouée de nouveau dans la période 1740-1747.

## Histoire et livret
Bach compose la cantate au cours de sa seconde année à Leipzig pour le dix-septième dimanche après la Trinité. Pour cette destination liturgique, deux autres cantates ont franchi le seuil de la postérité : les BWV 47 et 148. Cette année-là, Bach compose un cycle de  cantates chorales commencé le premier dimanche après la Trinité de 1724. Les lectures prescrites pour ce dimanche sont de l'épître aux Éphésiens, l'exhortation à garder l'unité de l'Esprit (chapitre 4:1–6), et de l'évangile selon Luc, guérison d'un homme rempli d'œdèmes le Sabbath (chapitre 14:1–11). La cantate est basée sur un chant de pénitence en six strophes par Johannes Gigas (1561) chanté sur la mélodie de Wo Gott der Herr nicht bei uns hält. Le cantique qui n'a qu'un lointain rapport avec les lectures, se concentrant sur l'idée que le chrétien a péché et mérite d'être puni mais peut être porté à la joie par une seliger Tod (mort bienheureuse. Un poète inconnu a gardé les première, troisième et sixième strophes comme mouvements 1, 4 et 7 de la cantate. Il tire les mouvements 2 et 3, aria et récitatif, de la deuxième strophe, le mouvement 5, une autre aria, de la quatrième strophe et le dernier récitatif de la cinquième strophe. Dans le mouvement 3, il s'écarte du texte du chant, dans le cadre de l'élargissement du sens de l’Évangile que le péché est en général comparable à l'hydropisie, diese Sündenwassersucht ist zum Verderben da und wird dir tödlich sein (« cette hydropisie pécheresse mène à la perdition et vous sera fatale »), et faisant allusion à la chute d'Adam, provoquée par l'exaltation de soi dans la quête interdite d'être comme Dieu, Der Hochmut aß vordem von der verbotnen Frucht, Gott gleich zu werden (« l’orgueil a mangé le fruit défendu de vouloir être comme Dieu »),.
Bach inaugure la cantate le 1er octobre 1724 deux jours seulement après la première représentation de sa cantate chorale Herr Gott, dich loben alle wir BWV 130, à l'occasion de la fête de  Michel l'archange, le 29 septembre 1724.
Le texte est tiré de Johannes Gigas (mouvements 1, 4, 7) et d'un auteur inconnu.
Le thème du chœur est basé sur le psaume Wo Gott der Herr nicht bei uns hält dont on retrouve la mélodie dans la collection des « Geistliche Lieder » (édité par Joseph Klug) à Wittenberg en 1529.

## Structure et instrumentation
La cantate est écrite pour deux hautbois, flûte, deux violons, alto, basse continue, cor (ajouté pour les mouvements 1 et 7), quatre solistes vocaux (soprano, alto ténor, basse) et chœur à quatre voix.
Il y a huit mouvements :
1. chœur : Ach, lieben Christen, seid getrost
2. aria : Wo wird diesem Jammertale, ténor
3. aria : Allein zu Jesu Vaterhanden, ténor
4. récitatif : O Sunder, trage mit Geduld, alto
5. chœur : Kein' Frucht des Wezen Kornlein bringt
6. aria : Du machst, o Tod, mir nun nicht ferner bange, alto
7. récitatif : Indes bedenke deine Seele, ténor
8. chœur : Wir wachen oder schlafen ein, so sind wir doch dies Herrn

## Musique
Dans la fantaisie chorale d'ouverture, Bach exprime deux idées du texte, le confort et la peur, en mettant en contraste des thèmes qui apparaissent simultanément dans les instruments : un thème assertif est dérivé de la mélodie et joué par les deux hautbois et les premiers violons, un autre thème « angoissé » dans les seconds violons et le continuo. La soprano chante la mélodie comme cantus firmus, doublé par le cor tandis que les voix les plus graves sont en partie en imitation expressive, en partie en homophonie. Ils sont traités différemment pour tenir compte de la signification du texte.
La première aria pour alto et la flûte virtuose contraste à nouveau la question angoissée : 'Wo wird in diesem
Jammertale vor meinen Geist die Zuflucht sein? (« Où se trouve le refuge de mon esprit dans cette
vallée de malheur? ») et le réconfortant Allein zu Jesu Vaterhänden will ich mich in der Schwachheit wenden (« Dans ma faiblesse je ne veux me mettre qu'entre les mains de Jésus »), Cependant, la question revient sous la forme da capo. Le premier récitatif commence secco, mais exprime les mots contrastées erhebst (« exalté ») et erniedrigt (« humilié ») à partir de l'Evangile comme un arioso. La strophe du choral est dispodée pour le soprano, accompagné seulement par le continuo. Dans son « âpreté du choral sans fioritures », c'est la pièce maîtresse de la cantate. L'air d'alto montre sa confiance en tant que seul mouvement de la cantate en mode majeur. Le passage au mineur sur les mots Es muß ja afin einmal gestorben sein (« Un jour, en effet, il faut mourir ») est encore plus frappant. La cantate se termine par une disposition en quatre parties de la mélodie du choral.

## Sources
- (en) Cet article est partiellement ou en totalité issu de l’article de Wikipédia en anglais intitulé « Ach, lieben Christen, seid getrost, BWV 114 » (voir la liste des auteurs).

- (nn) Cet article est partiellement ou en totalité issu de l’article de Wikipédia en nynorsk intitulé « Ach, lieben Christen, seid getrost » (voir la liste des auteurs).